# マクロライド
マクロライド（macrolide）とは、12以上の原子から構成される大環状のラクトンを有する有機化合物の総称である。マクロリドとも呼ばれる。
天然物化合物には様々なマクロライド類が存在するが、特に有用なのがマクロライド系抗生物質である。抗細菌薬、抗真菌薬あるいは免疫抑制薬など様々な生理活性を有するマクロライド系天然物が知られているが、医療分野において特に断らずマクロライドと呼んだ場合はマクロライド系抗細菌薬を指す。（記事 マクロライド系抗生物質に詳しい）
1950年に放線菌より発見されたピクロマイシンが最初のマクロライド系抗生物質である。1957年に大環状ラクトンをアグリコンとする一連の配糖体に対してマクロライドと命名したのはロバート・バーンズ・ウッドワードである。また彼はエリスロマイシンの全合成に関する一連の研究により初めてマクロライドの立体特異的な合成法を確立した研究者でもある。今日ではマクロライド系抗生物質以外の天然物も多数発見されており、配糖体以外の大環状ラクトンをも含めてマクロライドと呼ぶ。

## 分類
1. マクロライド系抗菌薬
  - エリスロマイシン
  - クラリスロマイシン
  - アジスロマイシン
  - オレアンドマイシン
  - キタサマイシン
  - ジョサマイシン
  - アセチルスピラマイシン
  - ミデカマイシン
  - フィダキソマイシン
2. ポリエン系抗真菌薬
  - アムホテリシンB
  - ナイスタチン
  - ピマリシン（角膜真菌症）
3. その他のマクロライド
  - タクロリムス - 免疫抑制薬

エリスロマイシン

クラリスロマイシン

  - スピラマイシン - 抗原虫薬（トキソプラズマ）
  - イベルメクチン - 抗寄生虫薬（オンコセルカ、フィラリア、ヒゼンダニ）

## 註・出典
1. ↑  G.P. MOSS, P.A.S. SMITH and D. TAVERNIER, "Glossary of class names of organic compounds and reactivity intermediates based on structure(IUPAC Recommendations 1995)", Pure & App. Chem., Vol. 67, p.1348, 1995.
2. 1 2  マクロライド抗生物質、八杉龍一ら、『岩波生物学辞典』、第4版CD-ROM版、岩波書店、1998年。
3. ↑  清水喜八郎ら、『抗生物質療法』、日本医師会雑誌、98巻、8号付録、1985年。
4. ↑  マクロライド抗生物質、長倉三郎ら、『岩波理化学辞典』、第5版CD-ROM版、岩波書店、1998年。